# Люмница
 Тази статия е за селото в Егейска Македония, Гърция,.  За селото в България вижте Любница.  
Лю̀мница, още Лумница или Лубница (на гръцки: Σκρα, Скра, до 1926 година Λούμνιτσα, Лумница, на румънски: Liumniţa, Люмница), е село в Гърция, дем Пеония, област Централна Македония.

## География
Селото е разположено на 560 m надморска височина, високо в прохода между планините Паяк (Пайко) и Суха Рупа. Отдалечено е на 25 km северозападно от град Боймица (Аксиуполи) и на 10 km източно от влашкото село Ошин (Архангелос).

## История

### В Османската империя
В съдебен процес от 1724 година, в който се разглежда оплакване на жителите на Авретхисарска каза срещу злоупотреби от страна на аяни при събирането на данъци, село Любниче е представлявано от Петко, син на Злате и Стойко, син на Петко.
В края на XIX век Люмница е едно от големите влашки (мъгленорумънски) села в областта Влахомъглен в Гевгелийска каза на Османската империя. Александър Синве („Les Grecs de l’Empire Ottoman. Etude Statistique et Ethnographique“), който се основава на гръцки данни, в 1878 година пише, че в Люпница (Liupnitza), Мъгленска епархия, живеят 2700 гърци. В „Етнография на вилаетите Адрианопол, Монастир и Салоника“, издадена в Константинопол в 1878 година и отразяваща статистиката на населението от 1873 година, Лубница (Loubnitza) е посочено като село с 350 домакинства и 460 жители българи и 1196 власи.
В селото в 1895 – 1896 година е основан комитет на ВМОРО.
Според статистиката на Васил Кънчов („Македония. Етнография и статистика“) в 1900 година в Люмница живеят 2600 власи християни.

#### Румънско просветно дело
Между 1891 и 1907 година в Люмница работи румънско училище. Тук преподават Щефан Христу и Простин Кута. Румънското училище е открито от Михаил Ника арумънин от Прилеп, изпратен в Люмница по инициатива на румънския училищен инспектор Апостол Маргарит. Ника напуска след една година, поради тормоза, на който е подложен от местните гъркомани, начело с гръцкия учител, завършил Солунската гръцка гимназия, който разбира опасността от руманизма. Първоначално училището, отворено в частна къща събира много деца, но по-късно след интригите на гръцкия митрополит числеността на румънската партия в селото спада. Ника е последван от няколко учители, които се задържат само седмици. Чанта е малтретиран, а Суфлери е почти удушен. Едва в 1898 година люмничанинът Гоно Мегин (Гона Мегя) премества училището в къщата си и стабилизира институцията. Той служи като учител в продължение на четири години, първоначално подпомаган от Николае Марку, а по-късно сам. В 1902 година обаче е арестуван за революционна дейност и осъден на 10 години затвор. Наследява го Константин Ное в учебната 1902/1903 година, завършил Битолския румънски лицей. В началото на годината в селото пристига военна част и окупира училищната сграда, в която е настанено гръцкото училище. Така в румънското училище се събират повече от 100 ученици. След три месеца броят на момчетата и момичетата в румънското училище става толкова голям, че е изпратен помощен учител Н. Теохаряну, дотогава учител в Крушево. Владиката Йоаникий Мъгленски набеждава Ное, че на едно от училищните тържества е призовавал към бунт, Ное е арестуван и разпитван, но завършва годината през юни. В началото на следващата година румънското училище отново отваря врати в общинското училище, тъй като войската напуска. В селото свещениците започват да служат на румънски. През ноември 1904 година обаче българска чета се сблъсква с османски войски между Ошин и Люмница, няколко войници са убити, а други пленени и пуснати. Това дава възможност на гърците да наклеветят румънските лидери в двете села и да ги обвинят в революционна дейност. Арестувани са двамата учители заедно с Гоно Мегин, свещениците и всички по видни румънци от Люмница и Ошин. След разпити няколко от тях са оправдани, но по-голяматаа част, включиетолно Ное, са държани 8 месеца в затвора, а Мегин осъден за втори път на 10 години затвор заедно с трима негови съграждани и 16 други румънци от Ошин и заточени в Бодрум кале. След това училището е поето от Ташку Люга, а в църквата продължава да се служи на румънски. Гъркомани остават само двамата учители и един свещеник и роднините им и се черкуват в малък паракликс, като гръцко училище няма.
Според секретаря на Българската екзархия Димитър Мишев („La Macédoine et sa Population Chrétienne“) в 1905 година в Любница (Lioubnitza) има 540 власи и в селото има влашко училище.
Екзархиийската статистика от 1910 година отбелязва в Люмница 2630 жители.

### В Гърция
След Балканската война в 1912 – 1913 година селото попада в Гърция. В 1916 година, по време  на Първата световна война, фронтовата линия минава през Люмница и българските военни власти разселват жителите на селото във вътрешността на Царство България - главно в Стара и Нова Загора. След края на войната в Люмница се връщат само част от люмничани. По време на войната над Люмница, на връх Яребична (на мъгленорумънски Скра) се води тежката битка при Яребична. След войната в 1926 година селото е прекръстено на Скра по името на седловината Скриена.
Боривое Милоевич пише в 1921 година („Южна Македония“), че Люмница (Љумница) има 200 къщи власи християни. В 1926 година селото е прекръстено на Скра.
В 1925 година 90 семейства се изселват в Румъния и са настанени в Добруджа - Сребрино, Асъкьой, Кадъкьой, Кочина, Валюшница.
Селото пострадва значително през Втората световна и Гражданската война в Гърция и много семейства бягат към големите гръцки градове, предимно в Солун и Боймица, и в Югославия, където се установяват предимно в Скопие и Велес.
В селото от 2002 година работи Музеят на Първата световна война и битката при Яребична.
Селото традиционно се занимава със скотовъдство и частично със земедение - отглеждане на картофи и пшеница.
| Име                  | Име                | Ново име     | Ново име     | Описание                                                                 |
| -------------------- | ------------------ | ------------ | ------------ | ------------------------------------------------------------------------ |
| Скрена               | Σκρένα             | Крифо        | Κρυφό        | местност на Ю от Купа, на ЮЗ под Малък Гъндач и на СИ под Гъндач         |
| Вале Раци            | Βαλεράτσι          | Крионери     | Κρυονέρι     | местност на Ю от Купа и на ЮИ под Малък Гъндач                           |
| Говедарник           | Γκουβερτάρνικ      | Агеладарис   | Άγελαδάρης   | гора на ЮЮЗ от Купа                                                      |
| Малък Гъндач         | Μικρό Γκαντάτσι    | Метопо       | Μέτωπο       | връх на Ю от Купа (1368,3 m)                                             |
| Житиница             | Ζιντινίτσα         | Зои          | Ζωή          | гора на ЮЮЗ от Купа                                                      |
| Курица               | Κουρίτς            | Корици       | Κορίτσι      | извор на Ю от Купа, на С под Малък Гъндач                                |
| Вале Раци            | Βάλε Ράτσι         | Криорема     | Κρυόρεμα     | река на ЮИ от Купа, десен приток на Коджадере                            |
| Грос                 | Γκρος              | Хондрас      | Χοντρός      | връх на Ю от Купа                                                        |
| Бимба                | Μπίμπα             | Скепасма     | Σκέπασμα     | извор на ЮЗ от Купа                                                      |
| Рипа Капри           | Ρίπα Κάπρι         | Трагос       | Τράγος       | връх на Ю от Купа (1092 m)                                               |
| Репал Гога           | Ρεπάλ Γκόγκα       | Йоргаки      | Γιωργάκη     | връх на ЮИ от Купа (835 m)                                               |
| Череши               | Τσερέσια           | Керасиес     | Κερασιές     | местност на ИЮИ от Купа                                                  |
| Скърка Тирджимици    | Σκόρκα Τιρτζιμίτση | Рахулес      | Ραχούλες     | възвишение на ЮИ от Купа (538,4 m)                                       |
| Пинтугесели          | Ριντουγιέτσελι     | Корфадес     | Κορφάδες     | възвишение на И от Купа                                                  |
| Крипала Репа Корбола | Ρέπα Κόρμπολα      | Лафопетра    | Λαφόπετρα    | възвишение на И от Купа (499 m)                                          |
| Лозин                | Λόζιν              | Амбели       | Άμπέλι       | връх на ЮЗ от Купа (878 m)                                               |
| Репал Воци           | Ρέπαλ Βότσι        | Воцис        | Βότσης       | връх на СЗ от Купа (961 m)                                               |
| Плочи                | Πλότσι             | Петалон      | Πέταλλον     | местност на С от Купа                                                    |
| Вале Маре            | Βάλε Μάρε          | Макрорема    | Μακρύρεμα    | река на С от Люмница (Вале ди Извори)                                    |
| Болиглав             | Μπουλιγκλάφ        | Митакас      | Μύτακας      | връх на Ю от Люмница (736 m)                                             |
| Вале ди Извори       | Βάλε Ντί Ίσβορι    | Харадропигес | Χαραδροπηγές | река на Ю от Люмница                                                     |
| Валия Мади           | Βάλια Μάδι         | Мадис        | Μάδης        | река на С от Люмница (Мала река)                                         |
| Люмница              | Λιούμνιτσα         | Корифула     | Κορυφούλα    | възвишение на ЮИ от Люмница (577,7 m)                                    |
| Вале Мари            | Βάλε Μάρι          | Платирема    | Πλατύρεμα    | река на С от Люмница, десен приток на Мала река                          |
| Чука Москали         | Τσούκα Μάσκιαλι    | Гимнотопос   | Γυμνότοπος   | възвишение на И от Люмница (451 m)                                       |
| Деса                 | Ντέσα              | Плая         | Πλαγιά       | местност на СИ от Люмница                                                |
| Вале Мека            | Βάλε Μέκα          | Анеморема    | Άνεμόρεμα    | река на СИ от Люмница, ляв приток на Мала река                           |
| Бистрица             | Πιστιρίκα          | Воскос       | Βοσκός       | река на С от Люмница, ляв приток на Мала река                            |
| Бистрица             | Πιστιρίκα          | Гидарис      | Γιδάρης      | местност на СЗ от Люмница, на Ю под връх Селища (гранична пирамида № 78) |
| Яше                  | Γιασέ              | Лиго         | Λὐγό         |                                                                          |
| Пустови              | Πουστάβι           | Потистра     | Ποτίστρα     | местност на границата на СЗ от Люмница                                   |
| Мошо                 | Μόσιο              | Мосиос       | Μόσιος       | местност на СЗ от Люмница                                                |
| Носия Декути         | Νόσια Ντεκούτι     | Скотинон     | Σκοτεινόν    | река на СЗ от Люмница, ляв приток на Валия Мади (Мала река)              |

| Година    | 1913 | 1920 | 1928 | 1940 | 1951 | 1961 | 1971 | 1981 | 1991 | 2001 | 2011 | 2021 |
| --------- | ---- | ---- | ---- | ---- | ---- | ---- | ---- | ---- | ---- | ---- | ---- | ---- |
| Население | 1405 | 854  | 647  | 886  | 446  | 446  | 276  | 219  | 169  | 200  | 187  | 96   |

## Личности
Родени в Люмница
- Атанас Танчев Цачев (? – 1906), български революционер, деец на ВМОРО, убит през март 1906 година при село Купа[2][9]
- Влайко Георгиев (Βλάικος Γιώργος, Влайкос Йоргос), гъркомански андартски деец[22]
- Георги Мичев, български революционер, деец на ВМОРО[9]
- Георги Ников Костов, български революционер, деец на ВМОРО[9]
- Георгиос Папагеоргиу (1894 - 1951), гръцки военен и политик
- Гино Ботов, български революционер, деец на ВМОРО[9]
- Гоно Мегин, деец на румънската пропаганда, румънски учител, български революционер, деец на ВМОРО[9]
- Димо Руси (? – 1905), български революционер, деец на ВМОРО, убит на 21 март 1905 година при Лесково[2][9]
- Димо Стоянов Ечев, български революционер, деец на ВМОРО[9]
- Думитру Чоти (1885 - 1974), деец на румънската пропаганда, румънски учител и общественик
- Иван Георгиев Сомов (? – 1906), войвода на ВМОРО
- Йован Шуков (р. 1940), северномакедонски спортен деец
- Стоян Ковачев Балтаджиев (? – 1906), български революционер, деец на ВМОРО, убит през март 1906 година при село Купа[2][9]
- Танчо Джамбазов (Tanciu Giambazi, ? – 1905), български революционер, деец на ВМОРО
- Яне Димов Ритков, български революционер, деец на ВМОРО[9]

Починали в Люмница
- Илияс Делиянакис (? - 1918), гръцки революционер